# Sarah Ramos
Sarah Emily Ramos (Los Ángeles, California, 21 de mayo de 1991) es una actriz estadounidense. Comenzó su carrera como actriz infantil, y es conocida por sus papeles en las series de televisión American Dreams (2002-2005) y Parenthood (2010-2015).

## Biografía
Ramos nació en Los Ángeles, California. Su padre tiene un cuarto de ascendencia filipina. Su madre es judía. Se interesó por la actuación desde muy joven. Ramos comenzó a desarrollar sus habilidades actorales a la edad de nueve años. Según su madre, cuando Sarah tenía 11 años, se iba a la cama todas las noches rogando que le consiguieran un agente, y luego se despertaba cada mañana preguntando a sus padres sobre el estado de la búsqueda de un agente de talentos. Se graduó de la Universidad de Columbia en mayo de 2015.

## Carrera
Ramos comenzó su carrera como actriz cuando era niña en varios anuncios de televisión. Ganó atención como Patty Pryor en la serie dramática de televisión de NBC American Dreams (2002-2005). Este papel le valió elogios como actriz, incluido el premio Women's Image Network Award (WIN) a la Mejor Actriz en un Drama de TV en 2003, y varias nominaciones a los Young Artist Awards. Variety comentó: "Patty es una niña de 10 años, y Ramos lo hace bien".
En abril de 2006, consiguió el papel de Hannah Rader, también conocida como Kate Holland, en la serie de CW Runaway. Sin embargo, el programa fue cancelado después de una temporada. Otros créditos televisivos de Ramos incluyen papeles como estrella invitada en Scrubs, Close to Home, Ghost Whisperer, Law & Order, Wizards of Waverly Place, Without a Trace, Private Practice y Lie to Me.
En 2009, fue elegida para interpretar a Haddie Braverman en la serie de NBC Parenthood. La cuarta temporada de Parenthood se estrenó en septiembre de 2012; sin embargo, Ramos ya no sería un personaje regular, sino que tuvo un papel como estrella invitada, ya que su personaje se fue a la universidad. En el final de la quinta temporada, emitido en abril de 2014, Haddie regresó a casa para pasar el verano, trayendo consigo a una novia de la universidad. Entertainment Weekly escribió que su actuación fue "una de las actuaciones más subestimadas y sostenidas de la televisión recientemente, requiriéndole expresar una variedad de estados de ánimo y emociones que iban mucho más allá del papel adolescente habitual de los dramas televisivos en horario de máxima audiencia". Regresó en la temporada 6 para dos episodios, incluido el final de la serie.
En 2011, prestó su voz a un personaje para un episodio de Family Guy. En mayo de 2011, se anunció que se había unido al elenco de la película Predisposed, protagonizada por Jesse Eisenberg y Melissa Leo.
En 2011, también coescribió y codirigió un cortometraje, The Arm, que ganó un Premio Especial del Jurado de Narrativa Cómica en el Festival de Cine de Sundance en 2012. También dirigió un corto, Marry Me, para Ally Coalition.
Ramos hace una breve aparición en la película The Perks of Being a Wallflower, que tiene un elenco que incluye a su coprotagonista de Parenthood, Mae Whitman.
Sarah protagonizó el cortometraje Fluffy (2016), producido por BB Dakota, y escrito y dirigido por ella misma.
En 2020, Sarah y el Museo THNK 1994 publicaron un libro de la exposición "Autograph Hound", que documenta años de encuentros y avistamientos de celebridades de Sarah, siguiéndola desde que era una niña deslumbrada hasta una estrella por derecho propio (que todavía aprecia un fabuloso avistamiento de celebridades en la naturaleza).
En 2020, Sarah Ramos participó en Acting for a Cause, una obra clásica en vivo y una serie de lecturas de guiones creada, dirigida y producida por Brando Crawford. Ramos interpretó a Lady Bracknell en La importancia de llamarse Ernesto de Oscar Wilde. La lectura recaudó fondos para organizaciones benéficas sin fines de lucro, incluido el Centro Médico Mount Sinai.
En septiembre de 2024, Ramos se unió al elenco de Chicago Med, en el que interpreta a la Dra. Caitlin Lenox, siendo un personaje regular en la serie.

## Vida personal
En julio de 2016, Ramos anunció a través de las redes sociales que estaba en una relación con el director de cine Matt Spicer, con quien había estado saliendo desde 2013. Ramos anunció que ella y Spicer estaban comprometidos en una publicación de Instagram el 30 de julio de 2019. En diciembre de 2020, Ramos anunció a través de Instagram que ella y Spicer se casaron el 25 de octubre de 2020.

## Filmografía

### Películas
| Año  | Título               | Papel                  | Notas        |
| ---- | -------------------- | ---------------------- | ------------ |
| 2001 | In Vein              | Elizabeth, 6 años      | Cortometraje |
| 2007 | Walking Out on Love  | Jackie                 | Cortometraje |
| 2011 | Smorgasbord          | Silvie                 | Cortometraje |
| 2012 | Why Stop Now         | Chloe                  |              |
| 2015 | Minimum Wage         | Kit                    | Cortometraje |
| 2016 | How to Be Single     | Michelle               |              |
| 2016 | Slash                | Marin                  |              |
| 2016 | Fluffy               | Grace Banks            | Cortometraje |
| 2017 | We Don't Belong Here | Jill                   |              |
| 2017 | The Boy Downstairs   | Meg                    |              |
| 2018 | Ask for Jane         | Maggie                 |              |
| 2019 | Milkshake            | Trabajadora en casting | Cortometraje |
| 2022 | Babylon              | Harriet Rothschild     |              |

### Televisión
| Año                  | Título                                       | Papel                       | Notas |
| -------------------- | -------------------------------------------- | --------------------------- | --- |
| 2002-2005            | American Dreams                              | Patty Pryor                 | Papel principal; 61 episodios                                                                             |
| 2005                 | Scrubs                                       | Lindsay                     | 1 episodio                                                                                                |
| 2006                 | Close to Home                                | Kirsten Sullivan            | 1 episodio                                                                                                |
| 2006-2008            | Runaway                                      | Hannah Rader / Kate Holland | Papel principal; 10 episodios                                                                             |
| 2007                 | Law & Order                                  | Mary Reese                  | 1 episodio                                                                                                |
| 2008                 | Wizards of Waverly Place                     | Isabella                    | 1 episodio                                                                                                |
| 2008                 | Without a Trace                              | Darby Wechsler              | 1 episodio                                                                                                |
| 2009                 | Lie to Me                                    | Riley Berenson              | 1 episodio                                                                                                |
| 2009                 | Ghost Whisperer                              | Courtney                    | 1 episodio                                                                                                |
| 2010-2012, 2014-2015 | Parenthood                                   | Haddie Braverman            | Papel principal (temporadas 1-3); papel recurrente (temporada 4); invitada (temporadas 5-6); 60 episodios |
| 2011                 | Family Guy                                   | Chica adolescente           | Episodio: "Brothers & Sisters"; voz                                                                       |
| 2012                 | Robot Chicken                                | Sunni Gummi/Andrea          | 1 episodio; voz                                                                                           |
| 2013                 | Private Practice                             | Holly                       | 1 episodio                                                                                                |
| 2016                 | Drunk History                                | Maggie Fox                  | 1 episodio                                                                                                |
| 2016, 2019           | The Affair                                   | Audrey                      | 3 episodios                                                                                               |
| 2017-2018            | Midnight, Texas                              | Creek Lovell                | Papel principal (temporada 1); papel recurrente (temporada 2); 12 episodios                               |
| 2017                 | City Girl                                    | Casey Jones                 | Episodios desconocidos                                                                                    |
| 2017                 | The Long Road Home                           | Brie                        | 1 episodio                                                                                                |
| 2019                 | Gone Hollywood                               | Julie Grenfell              | Serie de televisión no emitida                                                                            |
| 2020                 | Acting for a Cause                           | Lady Bracknell              | 1 episodio                                                                                                |
| 2022-2023            | Winning Time: The Rise of the Lakers Dynasty | Cheryl Pistono              | Papel principal                                                                                           |
| 2022                 | A Kismet Christmas                           | Sarah Collins/Sarah Grace   | Película de televisión                                                                                    |
| 2023-2024            | The Bear                                     | Jessica                     | 4 episodios                                                                                               |
| 2023                 | Christmas in Notting Hill                    | Georgia                     | Película de televisión                                                                                    |
| 2024-presente        | Chicago Med                                  | Dra. Caitlin Lenox          | Papel principal                                                                                           |

## Premios y nominaciones
| Año  | Premios               | Categoría                                                                          | Obra nominada   | Resultado | Referencias |
| ---- | --------------------- | ---------------------------------------------------------------------------------- | --------------- | --------- | ----------- |
| 2003 | Women's Image Network | Mejor Actriz en una Serie Dramática                                                | American Dreams | Ganadora  |             |
| 2003 | Premios Young Artist  | Mejor reparto en una serie de televisión                                           | American Dreams | Nominada  | [ 5 ]       |
| 2004 | Premios Young Artist  | Mejor interpretación en una serie de televisión: actriz joven de diez años o menos | American Dreams | Nominada  | [ 6 ]       |
| 2005 | Premios Young Artist  | Mejor interpretación en una serie de televisión: actriz de reparto joven           | American Dreams | Nominada  | [ 7 ]       |
| 2011 | ALMA Award            | Actriz de televisión favorita – Papel secundario                                   | Parenthood      | Nominada  | [ 21 ]      |
| 2012 | ALMA Award            | Actriz de televisión favorita – Papel secundario                                   | Parenthood      | Nominada  | [ 22 ]      |